# Ciechocinek
Ciechocinek là một thị trấn thuộc huyện Aleksandrowski, tỉnh Kujawsko-Pomorskie ở trung-bắc Ba Lan. Thị trấn có diện tích 15 km². Đến ngày 1 tháng 1 năm 2011, dân số của thị trấn là 10841 người và mật độ 710 người/km².